# Чоловіки у великому місті
«Чоловіки у великому місті» — кінофільм режисера Ricardo Trogi, що вийшов на екрани в 2005 році.

## Зміст
Троє героїв дружать дуже давно. У кожного з них свої взаємини з жіночою статтю, але їх об'єднує тяга до сексуальних пригод і прагнення не зупинятися на досягнутій кількості партнерок. І приятелям байдуже на власні сімейні статуси та іншу мішуру, адже перед ними лежить нічне місто, сповнене нереалізованих можливостей...

## Ролі
| Актор                | Роль |
| -------------------- | ---- |
| Патріс Робітейлл     | -    |
| П'єр-Франсуа Лежандр | -    |
| Жан-Філіп Пірсон     | -    |
| Катрін Пру-Леме      | -    |
| Джулі Перро          | -    |
| Женев'єва Аларі      | -    |
| Клод Деспен          | -    |
| Хьюго Жиро           | -    |
| Marc St-Martin       | -    |
| Джулі Делорьєр       | -    |

## Знімальна група
- Режисер — Ricardo Trogi
- Сценарист — Jean-Phillipe Pearson, Патріс Робітейлл, Ricardo Trogi
- Продюсер — Гай Ганьон, Ніколь Роберт, Патрік Рой
- Композитор — Фридерик Беджін, Філ Електрик